# Wonosari (Bulu)
Wonosari is een bestuurslaag in het regentschap Temanggung van de provincie Midden-Java, Indonesië. Wonosari telt 2226 inwoners (volkstelling 2010).